# 卡馬納
卡馬納（西班牙語：Camaná），是秘魯的城鎮，位於該國南部阿雷基帕大區，是卡馬納省的首府，距離阿雷基帕180公里，始建於1539年，海拔高度15米，2005年人口為13,304。